# توس ۳۹۲۴
سیارک ۳۹۲۴ (به انگلیسی: 3924 Birch، نامگذاری:1977CU) سه هزار و نهصد و بیست و چهارمین سیارک کشف شده‌است که در ۱۱ فوریه ۱۹۷۷ کشف شد.
قدر مطلق سیارک برابر ۱۲٫۰۰ است.